# Blochy
Blochy – wieś w Polsce położona w województwie mazowieckim, w powiecie wyszkowskim, w gminie Długosiodło. Ma status sołectwa.
| SIMC    | Nazwa          | Rodzaj    |
| ------- | -------------- | --------- |
| 0509206 | Włóki Drugie   | część wsi |
| 0509212 | Włóki Pierwsze | część wsi |

Wierni Kościoła rzymskokatolickiego należą do parafii św. Rocha w Długosiodle.

## Historia
Wieś szlachecka położona była w drugiej połowie XVI wieku w powiecie kamienieckim ziemi nurskiej. W latach 1921–1931 wieś leżała w województwie białostockim, w powiecie ostrołęckim, w gminie Brańszczyk.
Według Powszechnego Spisu Ludności z 1921 roku wieś zamieszkiwały 304 osoby, 298 było wyznania rzymskokatolickiego, a 6 mojżeszowego. Jednocześnie 298 mieszkańców zadeklarowało polską przynależność narodową, a 6 żydowską. Było tu 55 budynków mieszkalnych . Miejscowość należała do parafii rzymskokatolickiej w Długosiodle. Podlegała pod Sąd Grodzki w Ostrowi i Okręgowy w Łomży; właściwy urząd pocztowy mieścił się w Długosiodle.
W wyniku agresji III Rzeszy na Polskę we wrześniu 1939 wieś znalazła się pod okupacją niemiecką i do wyzwolenia weszła w skład dystryktu warszawskiego Generalnego Gubernatorstwa.
W latach 1954–1959 wieś należała i była siedzibą władz gromady Blochy, po jej zniesieniu w gromadzie Długosiodło. W latach 1975–1998 miejscowość administracyjnie należała do województwa ostrołęckiego.